# Тікотіко бурохвостий
Тікоті́ко бурохвостий (Anabacerthia variegaticeps) — вид горобцеподібних птахів родини горнерових (Furnariidae). Мешкає в Мексиці, Центральній і Південній Америці.

## Підвиди
Виділяють три підвиди:
- A. v. schaldachi Winker, 1997 — південно-західна Мексика (Герреро);
- A. v. variegaticeps (Sclater, PL, 1857) — від південної Мексики (на південь від Веракрусу і Оахаки) до західної Панами (Чирикі);
- A. v. temporalis (Sclater, PL, 1859) — Західний хребет Анд в Колумбії (на південь від Чоко) та в Еквадорі.

## Поширення і екологія
Бурохвості тікотіко мешкають в Мексиці, Гватемалі, Гондурасі, Сальвадорі, Коста-Риці, Панамі, Колумбії і Еквадорі. Вони живуть у вологих гірських і рівнинних тропічних лісах. Зустрічаються на висоті від 400 до 2500 м над рівнем моря, переважно на висоті від 700 до 1700 м над рівнем моря.